# Artur Betz
Artur Samuel Cajetan Betz (* 14. März 1905 in Sächsisch-Regen, Österreich-Ungarn; † 27. Dezember 1985 in Wien) war ein österreichischer Althistoriker.

## Leben
Artur Betz war der Sohn des kaiserlich-königlichen Oberstleutnants Cajetan Johann Betz (1871–1926) und dessen Frau Berta Regina Göllner (1873–1944). Er wuchs in Siebenbürgen auf und kam nach dem Ende des Ersten Weltkriegs nach Wien. Betz studierte an der dortigen Universität Alte Geschichte, Klassische Philologie und Archäologie. Nach seiner Promotion zum Dr. phil. 1935 und seiner Habilitation 1939 wurde er zum Assistenten am Institut für Alte Geschichte, Archäologie und Epigraphik ernannt und lehrte als Universitätsdozent an der Universität Wien. Von 1942 bis 1943 kämpfte er im Zweiten Weltkrieg.
Als sein akademischer Lehrer Rudolf Egger 1945 in den Ruhestand versetzt wurde, vertrat Betz dessen Lehrstuhl. 1946 wurde er zum außerordentlichen Professor für römische Geschichte berufen, 1948 zum ordentlichen Professor und Vorstand des Instituts ernannt. Auch nach seiner Emeritierung 1975 blieb er in Lehre und Forschung aktiv. Zu seinen Schülern gehören unter anderem Wilhelm Alzinger, Anton Bammer, Gerhard Dobesch, Robert Fleischer, Dieter Knibbe, Ambros Josef Pfiffig, Ekkehard Weber und Gerhard Winkler.
Betz war korrespondierendes Mitglied der Österreichischen Akademie der Wissenschaften und des Deutschen Archäologischen Instituts sowie wirkliches Mitglied des Österreichischen Archäologischen Instituts. Sein Forschungsschwerpunkt war die römische Geschichte Österreichs und der Balkanländer.
Artur Betz war ab 1945 mit der Lehrerin Josefine Reihons verheiratet. Er wurde am Wiener Zentralfriedhof bestattet.

## Schriften (Auswahl)
- Untersuchungen zur Militärgeschichte der römischen Provinz Dalmatien. Baden bei Wien 1939 (Habilitationsschrift, erweiterte Dissertation).
- Aus Österreichs römischer Vergangenheit. Wien 1956. Neuausgabe von Ekkehard Weber, Wien 1990, ISBN 3-215-06562-2.